# Дарбі (Монтана)
Дарбі (англ. Darby) — місто (англ. town) в США, в окрузі Раваллі штату Монтана. Населення — 783 особи (2020).

## Географія
Дарбі розташоване за координатами 46°1′24″ пн. ш. 114°10′47″ зх. д. / 46.02333° пн. ш. 114.17972° зх. д. (46.023253, -114.179588).  За даними Бюро перепису населення США в 2010 році місто мало площу 1,49 км², уся площа — суходіл. В 2017 році площа становила 1,63 км², з яких 1,58 км² — суходіл та 0,05 км² — водойми.

## Демографія
Згідно з переписом 2010 року, у місті мешкало 720 осіб у 303 домогосподарствах у складі 179 родин. Густота населення становила 482 особи/км².  Було 360 помешкань (241/км²).
Расовий склад населення:
| - 91,3 % — білих - 4,2 % — корінних американців - 0,8 % — азіатів - 0,1 % — чорних або афроамериканців |

До двох чи більше рас належало 3,6 %. Частка іспаномовних становила 2,2 % від усіх жителів.
За віковим діапазоном населення розподілялося таким чином: 24,0 % — особи молодші 18 років, 61,0 % — особи у віці 18—64 років, 15,0 % — особи у віці 65 років та старші. Медіана віку мешканця становила 40,8 року. На 100 осіб жіночої статі у місті припадало 99,4 чоловіків;  на 100 жінок у віці від 18 років та старших — 93,3 чоловіків також старших 18 років.
Середній дохід на одне домашнє господарство  становив 30 721 долар США (медіана — 24 333), а середній дохід на одну сім'ю — 37 906 доларів (медіана — 35 714). Медіана доходів становила 19 038 доларів для чоловіків та 33 906 доларів для жінок. За межею бідності перебувало 27,9 % осіб, у тому числі 40,3 % дітей у віці до 18 років та 1,0 % осіб у віці 65 років та старших.
Цивільне працевлаштоване населення становило 203 особи. Основні галузі зайнятості: мистецтво, розваги та відпочинок — 22,2 %, роздрібна торгівля — 19,7 %, освіта, охорона здоров'я та соціальна допомога — 16,7 %.